# Jalia Kayaji
Jalia Kayaji fou un petit estat tributari protegit de l'Índia, al Kathiawar, província de Gujarat, presidència de Bombai, format per un sol poble amb un únic tributari. Pagava tribut al Gaikwar de Baroda.